# Pamponerus epirus
Pamponerus epirus är en tvåvingeart som beskrevs av Tomasovic 2001. Pamponerus epirus ingår i släktet Pamponerus och familjen rovflugor.
Artens utbredningsområde är Grekland. Inga underarter finns listade i Catalogue of Life.